# Stari Glog (Gradec)
 Stari Glog  falu Horvátországban Zágráb megyében. Közigazgatásilag Gradechez tartozik.

## Fekvése
Zágrábtól 45 km-re északkeletre, községközpontjától  6 km-re keletre, a megye északkeleti részén fekszik.

## Története
A településnek 1857-ben 105, 1910-ben 155 lakosa volt. Trianonig Belovár-Kőrös vármegye Belovári járásához tartozott. 2001-ben 115 lakosa volt.

## Lakosság
| Lakosság változása | Lakosság változása | Lakosság változása | Lakosság változása | Lakosság változása | Lakosság változása | Lakosság változása | Lakosság változása | Lakosság változása | Lakosság változása | Lakosság változása | Lakosság változása | Lakosság változása | Lakosság változása | Lakosság változása |
| ------------------ | ------------------ | ------------------ | ------------------ | ------------------ | ------------------ | ------------------ | ------------------ | ------------------ | ------------------ | ------------------ | ------------------ | ------------------ | ------------------ | ------------------ |
| 1857               | 1869               | 1880               | 1890               | 1900               | 1910               | 1921               | 1931               | 1948               | 1953               | 1961               | 1971               | 1981               | 1991               | 2001               |
| 105                | 109                | 95                 | 128                | 151                | 155                | 185                | 199                | 214                | 208                | 190                | 179                | 154                | 120                | 115                |

## Nevezetességei
Védett épület az 56. számú telken található hagyományos építésű gazdasági épület, mely a pannon kultúrterületre jellemző fa gazdasági épületek típusába tartozik, míg Zágráb megyének ezen az északnyugati részén nagyon ritkán jelenik meg. A fapajta 1870-ben tölgyfa deszkából épült, és minden külső és belső részletében megőrizte eredeti formáját. Téglalap alaprajzú, eredetileg zsindellyel fedett kontyolt tető fedi. A bejárat előtt veranda áll faragott oszlopokkal. A belső térben megőrizték az eredeti elrendezést, azaz a hét fa válaszfalat a gabonafélék számára.